# Delavan (Illinois)
Delavan est une petite ville du comté de Tazewell, dans l'Illinois, aux États-Unis. Fondée en 1837, elle est incorporée le 17 juillet 1888. Lors du recensement de 2010, la ville comptait une population de 1 825 habitants.

## Source de la traduction
- (en) Cet article est partiellement ou en totalité issu de l’article de Wikipédia en anglais intitulé « Delavan, Illinois » (voir la liste des auteurs).